# Micropeltus peyrierasi
Micropeltus peyrierasi är en skalbaggsart som beskrevs av Renaud Maurice Adrien Paulian 1990. Micropeltus peyrierasi ingår i släktet Micropeltus och familjen Cetoniidae. Utöver nominatformen finns också underarten M. p. ambrinus.